# Macropodinae
I Macropodini (Macropodinae Gray, 1821) sono una sottofamiglia dei Macropodidi. Comprendono quasi tutte le specie conosciute di canguri, wallaby e canguri arboricoli.

## Classificazione
- Sottofamiglia Macropodinae
  - Genere Prionotemnus †
  - Genere Congruus †
  - Genere Baringa †
  - Genere Bohra †
  - Genere Synaptodon †
  - Genere Fissuridon †
  - Genere Protemnodon †
  - Genere Troposodon †
  - Genere Dendrolagus

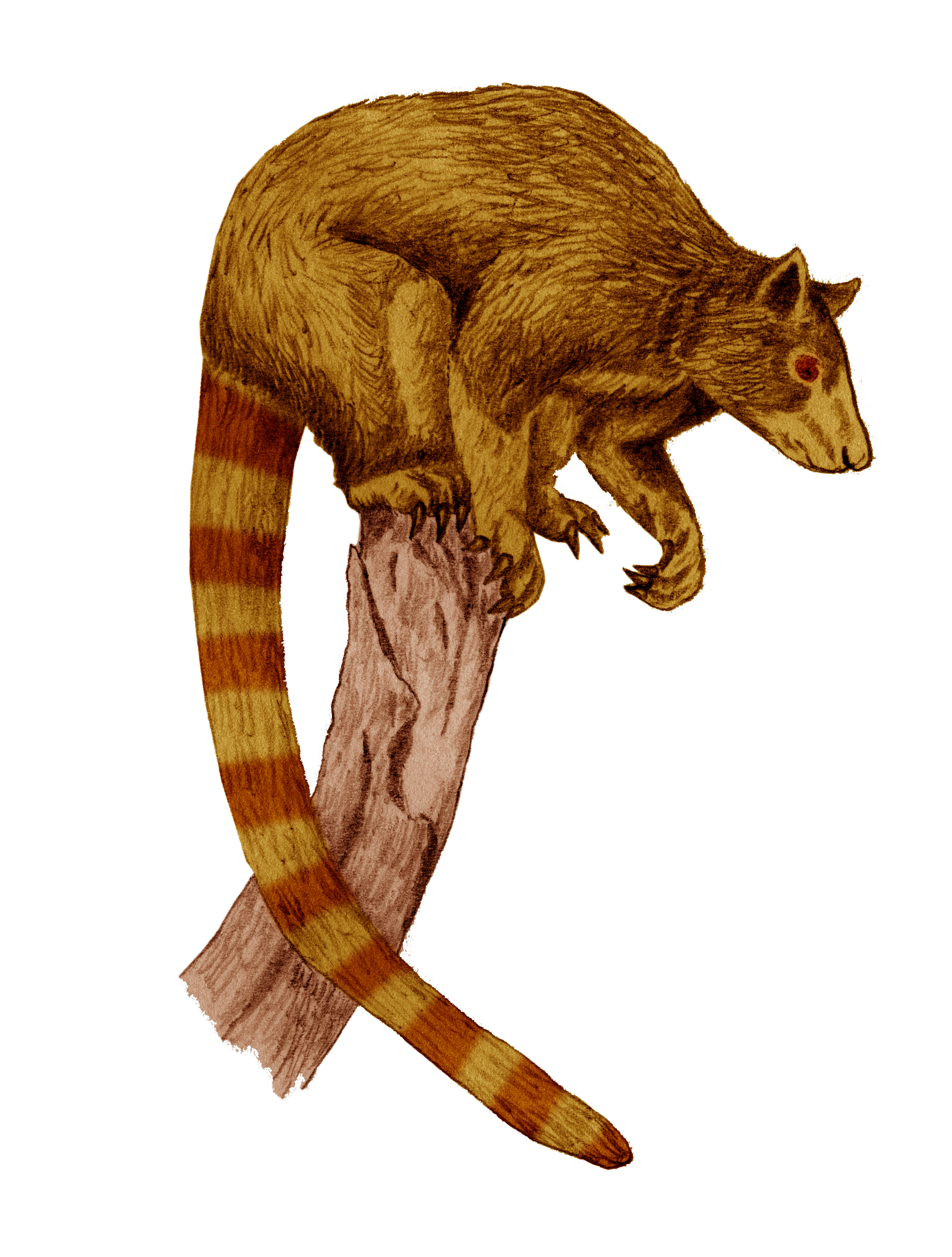
Ricostruzione di Bohra paulae, un canguro arboricolo estinto di dimensioni più grandi delle specie attuali

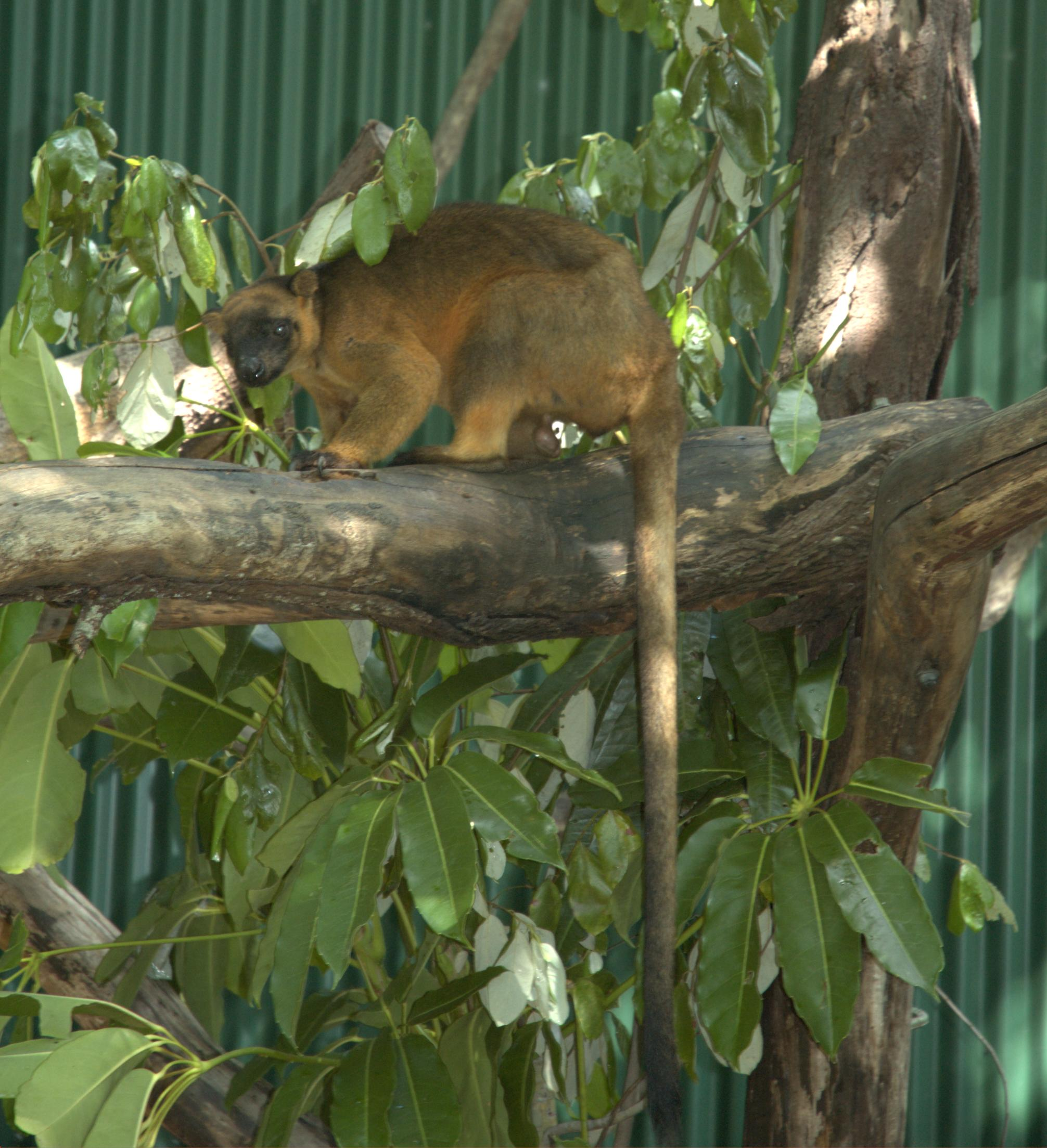
I canguri arboricoli hanno le orecchie corte, per meglio spostarsi tra i rami degli alberi, e una coda piuttosto lunga.

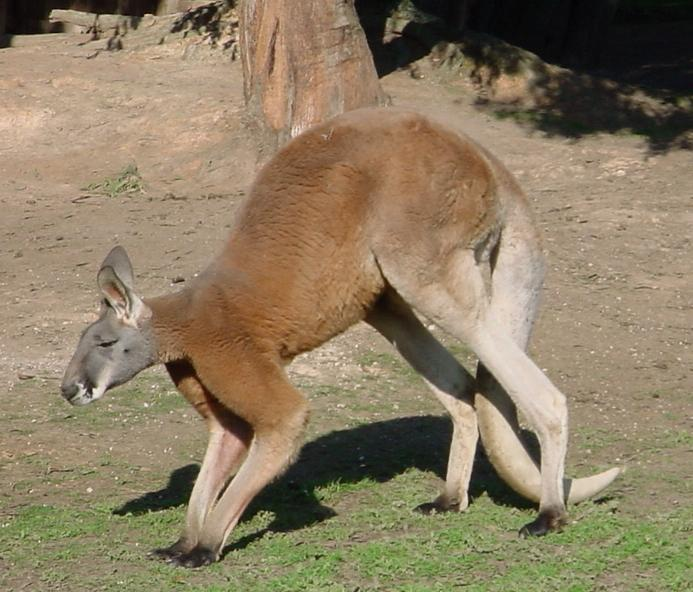
Cinque «zampe» per muoversi meglio mentre si bruca: le zampe anteriori e la coda muscolosa di questo canguro rosso sostengono il peso del corpo, mentre le zampe posteriori sono rivolte in avanti.

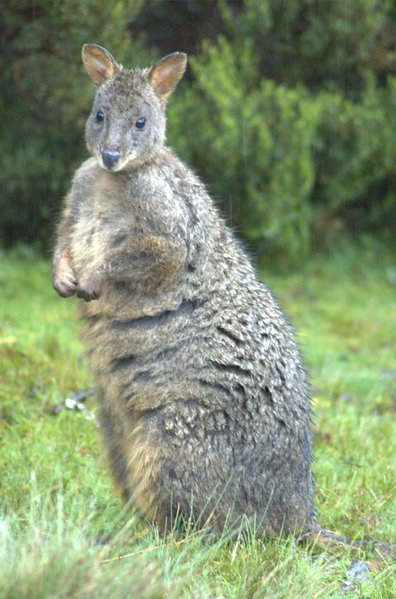
Un pademelon della Tasmania. Nonostante sia oscurata dalla pelliccia, la parte inferiore del corpo è costituita soprattutto dalle zampe.

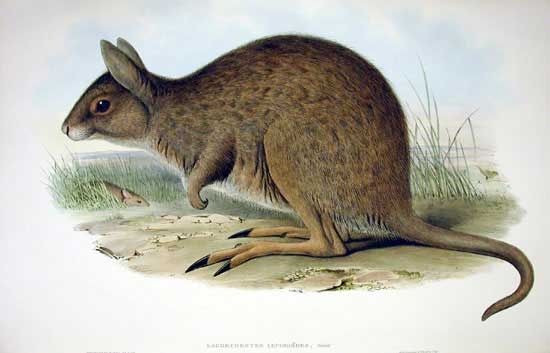
Il wallaby lepre orientale era una piccola ed interessante specie appartenente al genere Lagorchestes. Purtroppo, si è estinto nel 1889.

    - Canguro arboricolo brizzolato, Dendrolagus inustus
    - Canguro arboricolo di Lumholtz, Dendrolagus lumholtzi
    - Canguro arboricolo di Bennett, Dendrolagus bennettianus
    - Canguro arboricolo orsino, Dendrolagus ursinus
    - Canguro arboricolo di Matschie, Dendrolagus matschiei
    - Canguro arboricolo di Doria, Dendrolagus dorianus
    - Canguro arboricolo di Goodfellow, Dendrolagus goodfellowi
    - Canguro arboricolo del bassopiano, Dendrolagus spadix
    - Canguro arboricolo dal manto dorato, Dendrolagus pulcherrimus
    - Canguro arboricolo di Seri, Dendrolagus stellarum
    - Dingiso, Dendrolagus mbaiso
    - Tenkile, Dendrolagus scottae

  - Genere Dorcopsis
    - Dorcopside bruno, Dorcopsis muelleri
    - Dorcopside dalle strisce bianche, Dorcopsis hageni
    - Dorcopside nero, Dorcopsis atrata
    - Dorcopside grigio, Dorcopsis luctuosa

  - Genere Dorcopsulus
    - Dorcopside minore, Dorcopsulus vanheurni
    - Dorcopside di Macleay, Dorcopsulus macleayi

  - Genere Lagorchestes
    - Wallaby lepre del Lago Mackay, Lagorchestes asomatus †
    - Wallaby lepre dagli occhiali, Lagorchestes conspicillatus
    - Wallaby lepre rossiccio, Lagorchestes hirsutus
    - Wallaby lepre orientale, Lagorchestes leporides †

  - Genere Macropus
    - Sottogenere Notamacropus
      - Wallaby agile, Macropus agilis
      - Wallaby dalle strisce nere, Macropus dorsalis
      - Wallaby tammar, Macropus eugenii
      - Wallaby toolache, Macropus greyi †
      - Wallaby di boscaglia occidentale, Macropus irma
      - Wallaby parma, Macropus parma
      - Wallaby dalla faccia graziosa, Macropus parryi
      - Wallaby dal collo rosso, Macropus rufogriseus

    - Sottogenere Osphranter
      - Canguro antilopino, Macropus antilopinus
      - Wallaroo di Woodward, Macropus bernardus
      - Wallaroo orientale, Macropus robustus
      - Canguro rosso, Macropus rufus

    - Sottogenere Macropus
      - Canguro grigio occidentale, Macropus fuliginosus
      - Canguro grigio orientale, Macropus giganteus

  - Genere Onychogalea
    - Wallaby dalla coda unghiuta dalle briglie, Onychogalea fraenata
    - Wallaby dalla coda unghiuta lunato, Onychogalea lunata †
    - Wallaby dalla coda unghiuta settentrionale, Onychogalea unguifera

  - Genere Petrogale
    - Gruppo di P. brachyotis
      - Wallaby delle rocce dalle orecchie corte, Petrogale brachyotis
      - Monjon, Petrogale burbidgei
      - Nabarlek, Petrogale concinna

    - Gruppo di P. xanthopus
      - Wallaby delle rocce di Proserpine, Petrogale persephone
      - Wallaby delle rocce di Rothschild, Petrogale rothschildi
      - Wallaby delle rocce dai piedi gialli, Petrogale xanthopus

    - Gruppo di P. lateralis/penicillata
      - Wallaby delle rocce alleato, Petrogale assimilis
      - Wallaby delle rocce di Capo York, Petrogale coenensis
      - Wallaby delle rocce di Godman, Petrogale godmani
      - Wallaby delle rocce di Herbert, Petrogale herberti
      - Wallaby delle rocce disadorno, Petrogale inornata
      - Wallaby delle rocce dai fianchi neri, Petrogale lateralis
      - Wallaby delle rocce di Mareeba, Petrogale mareeba
      - Wallaby delle rocce dalla coda a spazzola, Petrogale penicillata
      - Wallaby delle rocce dal collo viola, Petrogale purpureicollis
      - Wallaby delle rocce del Monte Claro, Petrogale sharmani

  - Genere Setonix
    - Quokka, Setonix brachyurus

  - Genere Thylogale
    - Pademelon della Tasmania, Thylogale billardierii
    - Pademelon di Brown, Thylogale browni
    - Pademelon scuro, Thylogale brunii
    - Pademelon di Calaby, Thylogale calabyi
    - Pademelon di montagna, Thylogale lanatus
    - Pademelon dalle zampe rosse, Thylogale stigmatica
    - Pademelon dal collo rosso, Thylogale thetis

  - Genere Wallabia
    - Wallaby di palude o wallaby nero, Wallabia bicolor